# Breitenborn (Biebergemünd)
Breitenborn ein ehemals selbständiger Ort der heute zum Ortsteil Breitenborn/Lützel der Gemeinde Biebergemünd im osthessischen Main-Kinzig-Kreis gehört.

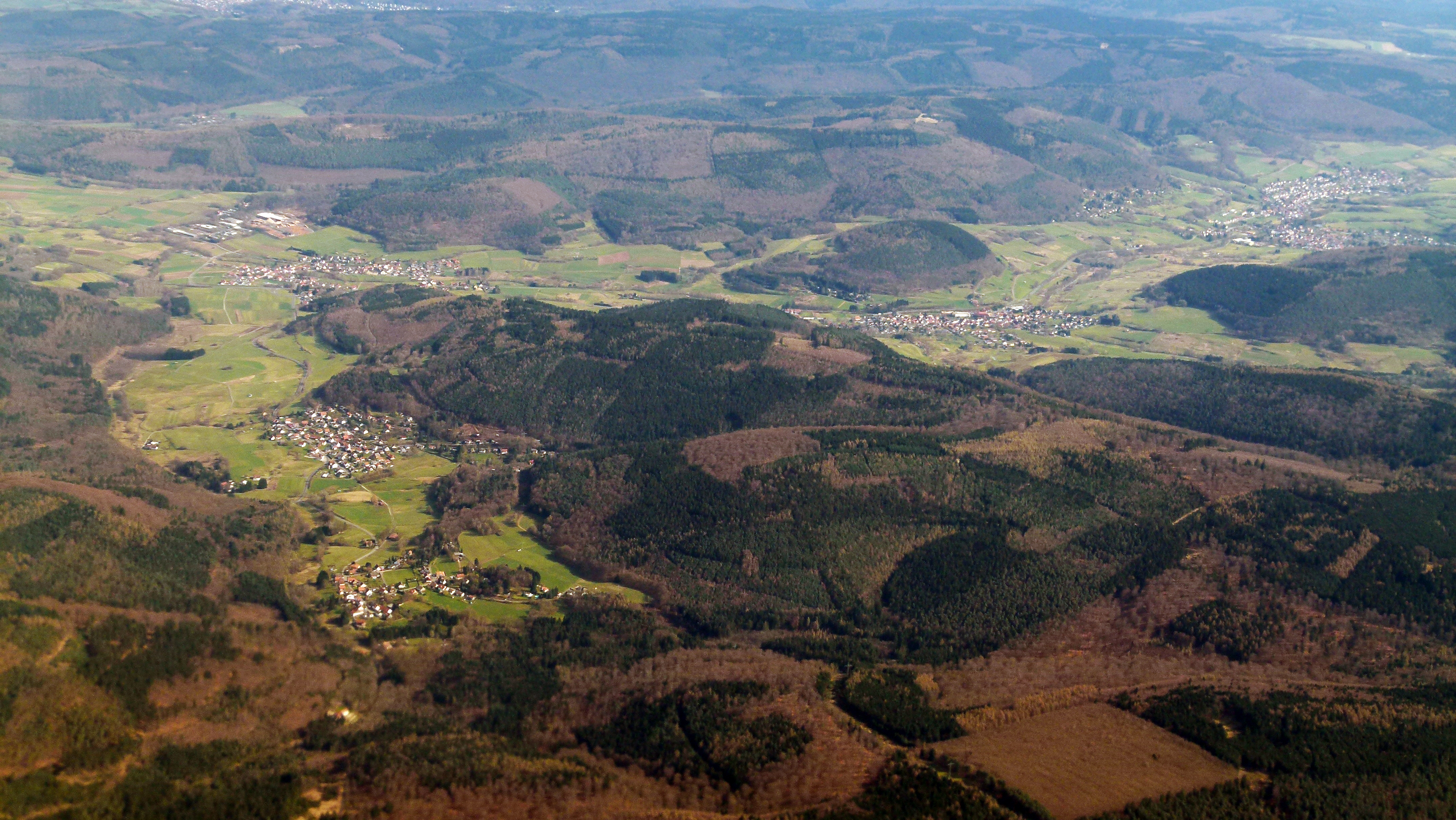
Luftbild von Lützel, Breitenborn, Lanzingen, Roßbach, Bieber

## Geographie
Breitenborn liegt von Wald umgeben im Naturpark Spessart auf einer Höhe von 242 m über NN, 6,5 km südöstlich von Gelnhausen im Lützelbachtal. Nördlich am Ort vorbei verläuft die Bundesstraße 276, die Deutsche Ferienroute Alpen–Ostsee.

## Geschichte

### Territorialgeschichte
Der Ort wurde im Jahre 1339 erstmals urkundlich erwähnt. In der betreffenden Urkunde wurde das Kondominat im Amt Bieber zwischen den Grafen von Grafen von Rieneck und den Herren von Hanau geregelt, nachdem Hanau 1333 das Amt Bieber – und damit auch Breitenborn – zur Hälfte von Kurmainz zu Lehen erhalten hatte. Historische Namensformen waren:
- Bretinborn (1339)
- Breydenborn (um 1450)

Vielleicht schon 1542 wurde die Reformation durchgeführt. Der größte Teil der Bevölkerung wurde lutherisch. Etwa zur gleichen Zeit wurde das Dorf der Kirchengemeinde in Bieber und der dortigen Laurentiuskirche zugeschlagen. Kurz darauf starben die Grafen von Rieneck 1559 aus. Ihre Rechte fielen an Kurmainz zurück. Das Amt Bieber – und damit auch Breitenborn – war nun ein Kondominat zwischen Kurmainz und Hanau-Münzenberg. Dies bedeutete auch, dass die von Graf Philipp Ludwig II. in der Grafschaft Hanau-Münzenberg durchgeführte „Zweite Reformation“, die Einführung der reformierten Variante der Reformation, nicht gelang und das Amt Bieber – und damit auch Breitenborn – lutherisch blieb, ganz im Gegensatz zur übrigen Grafschaft Hanau-Münzenberg. 1684 wurde das Kondominat zwischen Mainz und Hanau durch einen Vertrag aufgelöst: Das Amt Bieber wurde zusammen mit dem Amt Lohrhaupten vollständig an Hanau übertragen. Mainz erhielt dafür das ebenfalls gemeinschaftliche Amt Partenstein vollständig. 1736 starb mit Graf Johann Reinhard III. der letzte Graf von Hanau und die Grafschaft Hanau-Münzenberg fiel an die Landgrafschaft Hessen-Kassel (ab 1803: „Kurfürstentum Hessen“). 1753 wurden Breitenborn und der benachbarte Weiler Lützel miteinander zur neuen Gemeinde Breitenborn A.B. (wobei A.B. für Amt Bieber steht) vereinigt.
Zur weiteren Entwicklung siehe hier.

### Einwohnerentwicklung
- 1598: 15 Haushaltungen
- 1633: 18 Haushaltungen
- 1753: 30 Haushaltungen mit 126 Personen (mit Lützel)